# Jessica Lambracht
Jessica Lambracht (1 juli 1995) is een Duits voormalig veldrijdster.

## Carrière
In 2015 werd Lambracht Duits nationaal kampioen veldrijden en 2017 deed ze dit opnieuw. In 2016 en 2018 werd ze tweemaal tweede. Ze nam daarnaast deel aan vier wereldkampioenschappen met een tiende plaats in 2016 als beste resultaat.

## Palmares

### Veldrijden

#### Resultatentabel elite
| Seizoen | WK  | EK | DK     | Klassementen | Klassementen | Klassementen | Klassementen | Klassementen | UCI- ranking | Podia | Podia  | Podia | Aantal crossen |
| Seizoen | WK  | EK | DK     | WB           | SP           | Trofee       | TOI          | Swiss        | UCI- ranking | Goud  | Zilver | Brons | Aantal crossen |
| ------- | --- | -- | ------ | ------------ | ------------ | ------------ | ------------ | ------------ | ------------ | ----- | ------ | ----- | -------------- |
| 2011-12 |     |    | 9e     |              |              |              |              |              |              | -     | -      | -     | 0              |
| 2012-13 |     |    |        | 51e          |              |              |              |              |              | -     | -      | -     | 0              |
| 2013-14 | 23e |    | 5e     | 37e          |              |              |              |              |              | -     | 1      | -     | 1              |
| 2014-15 | 24e |    | Goud   | 37e          |              |              |              |              |              | 1     | -      | -     | 1              |
| 2015-16 | 10e |    | Zilver | 48e          |              |              |              |              |              | 1     | 2      | -     | 3              |
| 2016-17 | 33e |    | Goud   | 60e          |              |              |              |              |              | 1     | -      | 1     | 2              |
| 2017-18 |     |    | Zilver |              |              |              |              |              |              | -     | 1      | -     | 1              |
| Totaal  | –   | –  | 2      | –            | –            | –            | –            | –            | –            | 3     | 4      | 1     | 8              |

## Ploegen
- 2014 – Stevens - Hytera
- 2015 – Maxx – Solar
- 2017 – Stevens Racing Team Frauen
- 2017 – Stevens MTB Racing Team